# Mohamed El Makrini
Mohamed El Makrini (* 6. Juli 1987 in Utrecht) ist ein niederländischer Fußballspieler marokkanischer Herkunft. Der Defensive Mittelfeldspieler spielte auch in Schottland und Norwegen.

## Karriere
Mohamed El Makrini begann seine Karriere in den Jugendmannschaften von CDW und Elinkwijk, bevor er im Jahr 2002 zum FC Den Bosch kam. Für den Verein sammelte er ab der Saison 2005/06 erste Profierfahrungen in der zweiten niederländischen Liga. Nach sechs Spielzeiten in ’s-Hertogenbosch wechselte er im August 2011 innerhalb der zweiten Liga zum SC Cambuur. Bei seinem neuen Verein aus Leeuwarden war er direkt im Mittelfeld gesetzt. Als Stammspieler verhalf er dem Verein 2013 zur Meisterschaft und dem damit verbundenen Aufstieg in die Eredivisie. In den folgenden beiden Jahren hielt El Makrini mit Cambuur jeweils die Liga. Am Ende der Saison 2014/15 verließ er die Niederlande und wechselte nach Dänemark zu Odense BK.
In der dänischen Superliga wusste El Makrini ebenfalls zu überzeugen. Während der laufenden Saison 2016/17 wurde er im Januar 2017 für eine Ablösesumme von 150.000 € von Roda JC Kerkrade aus den Niederlanden verpflichtet. Der abstiegsbedrohte Verein rettete sich in der Relegation vor dem Abstieg, der ein Jahr später nach verlorener Relegation vollzogen wurde. El Makrini verblieb in der folgenden Zweitligasaison noch in Kerkrade.
Im Juli 2019 unterschrieb er einen Vertrag beim FC Kilmarnock aus der Scottish Premiership. Bereits ein Jahr später verließ er den Verein wieder und wechselte nach Norwegen zu Start Kristiansand.